# Антонев (гміна Александрув-Лодзький)
Антонев (пол. Antoniew) — село в Польщі, у гміні Александрув-Лодзький Зґерського повіту Лодзинського воєводства.
Населення — 565 осіб (2011).
У 1975-1998 роках село належало до Лодзинського воєводства.

## Демографія
Демографічна структура станом на 31 березня 2011 року:
|          | Загалом | Допрацездатний вік | Працездатний вік | Постпрацездатний вік |
| -------- | ------- | ------------------ | ---------------- | -------------------- |
| Чоловіки | 260     | 60                 | 177              | 23                   |
| Жінки    | 305     | 60                 | 195              | 50                   |
| Разом    | 565     | 120                | 372              | 73                   |